# Pseudoclimaciella coronata
Pseudoclimaciella coronata är en insektsart som först beskrevs av Hermann Stitz 1913.  Pseudoclimaciella coronata ingår i släktet Pseudoclimaciella och familjen fångsländor. Inga underarter finns listade i Catalogue of Life.